# منة الله رحماني
منة الله رحماني (1913 - 1991) هو عالم مسلم هندي.
والده هو الشيخ محمد علي المونجيري وابنه هو الشيخ ولي الله رحماني.
كان هنديًا عالمًا مسلمًا سنيًا شغل منصب السكرتير العام الأول لهيئة قانون الأحوال الشخصية المسلمة لعموم الهند.